# Gisenhard
Gisenhard ist ein Weiler im Kanton Zürich. Er liegt auf dem Schnittpunkt der Strecken Frauenfeld-Schaffhausen und Winterthur-Stein am Rhein. Politisch gehört Gisenhard zur Gemeinde Ossingen.
Die Siedlung Gisenhard wurde als „Gisinhard“ (Weidewald des Giso) erstmals im Jahre 831 urkundlich erwähnt. Ursprüngliche Geschlechter sind Graf (Lehnsbauer um 1380), Sigg und Kübler (Güterbesitzer um 1550). Der Hof Gisenhard, bzw. seit Mitte des 16. Jahrhunderts die beiden Höfe „ober und under gisenhard“ bildeten ein eigenes, vom Ossinger Zehnten unabhängiges Zelgen-System. Die Zehnten-Korporation Gisenhard löste denn auch bis 1808 alle Zehntenlasten gegenüber dem kantonalen Kornamt und der Pfrund Ossingen ab, wogegen die Gemeinde Ossingen, die 1804 das Andelfinger Memorial als Eingabe an die Regierung für erleichterten Loskauf der Grundlasten mit unterzeichnet hatte, Zahlungen für die Tilgung solcher Lasten bis 1860 entrichten musste. 
Geschichtlich vermerkt sind die Zugehörigkeit zur Fürstabtei St. Gallen (ab 831) und dem Kloster St. Peter in Konstanz (ab 1359). 